# Jaskinia Małołącka
Jaskinia Małołącka (Jaskinia w Małołączniaku, Małołącka Studnia) – jaskinia w Dolinie Małej Łąki w Tatrach Zachodnich. Wejście do niej znajduje się na północno-wschodnich stokach Małołączniaka, nad Kotlinami, na wysokości 1873 m n.p.m. Długość jaskini wynosi 258 metrów, deniwelacja 166 metrów.

70 metrów na południe od otworu Jaskini Małołąckiej znajduje się wejście do Jaskini nad Kotlinami z systemu Jaskini Wielkiej Śnieżnej.

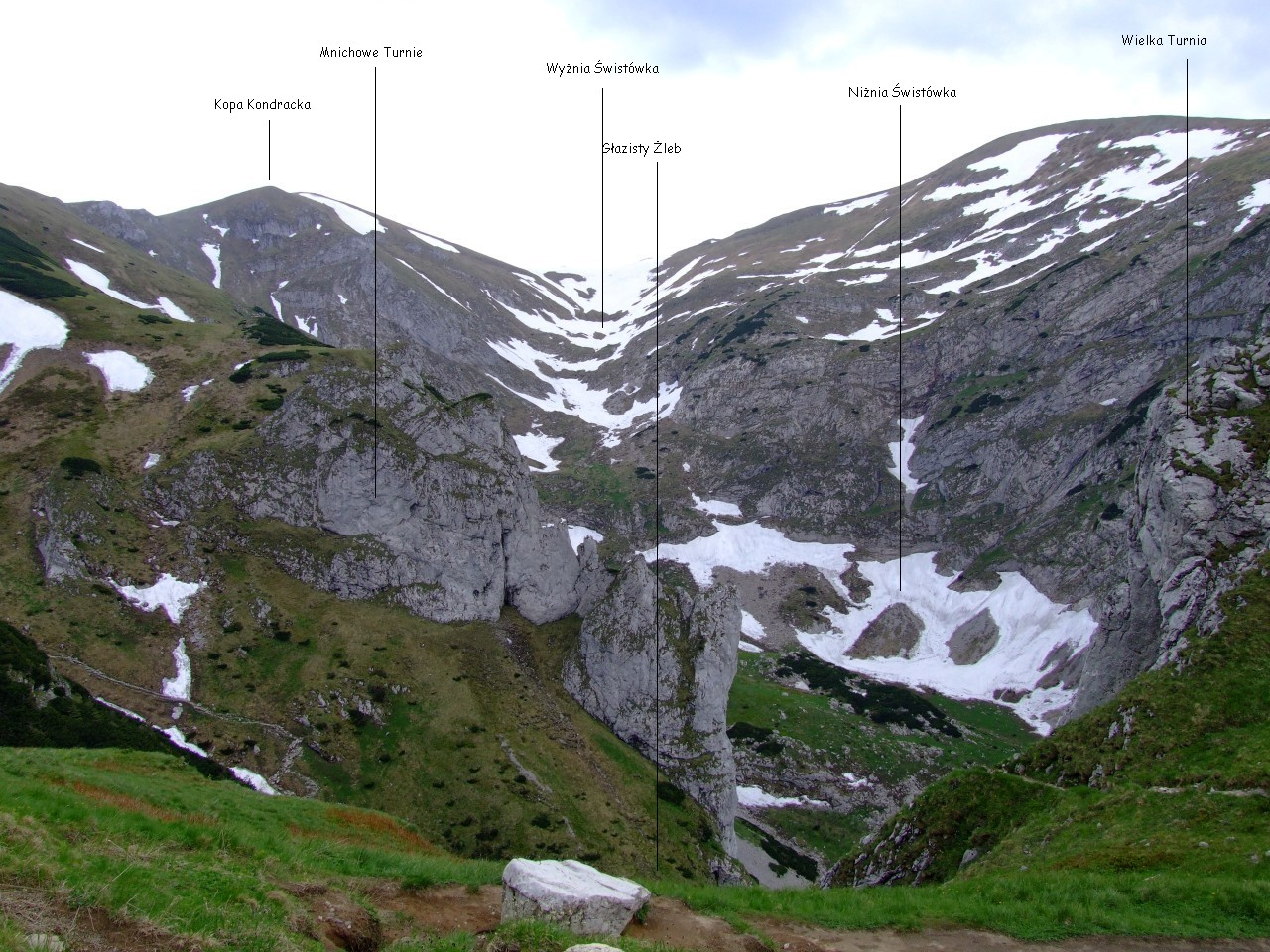
Niżnia Świstówka. Na prawo ściana Kotlin

## Opis jaskini
Jaskinia ma rozwinięcie pionowe – jest ciągiem stromych progów i pochylni. Występuje w niej bardzo duże zagrożenie ze strony spadających kamieni i gruzu. Z tego powodu Jaskinia Małołącka jest najrzadziej odwiedzaną spośród stosunkowo głębokich jaskiń tatrzańskich.
Jaskinię stanowi ciąg bez większych odgałęzień. Prowadzi on z niewielkiego otworu do małej salki i dalej przez pochylnię do następnej salki. Tutaj zaczynają się progi: pierwszy (18 metrów głębokości) i drugi (16 metrów). Dalej ciąg jest w miarę poziomy nazwany Ruchomymi Schodami. Za nimi są kolejne progi: pierwszy (18 metrów) i drugi (12,5 metrów). Na końcu znajduje się studnia (21 metrów głębokości). Stąd odchodzą dwa krótkie korytarze kończące się zawaliskami. W jednym z korytarzy znajduje się najniższy punkt jaskini – 166,5 m.

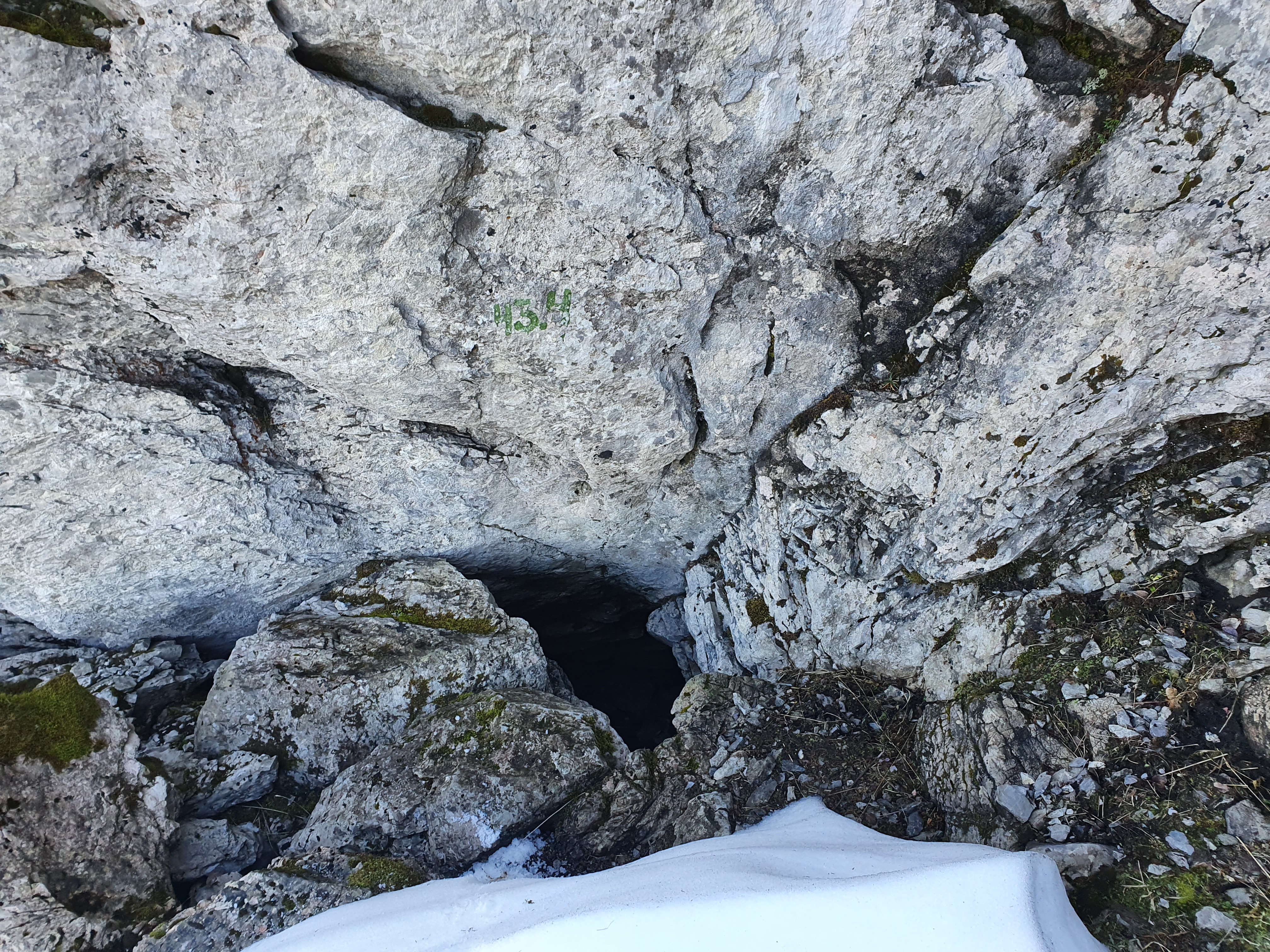
Otwór wejściowy Jaskini Małołąckiej. Ponad nim widoczny numer 43.4

## Przyroda
Jaskinia ma pochodzenie tektoniczne. 
Ściany są mokre. Występuje w niej jeden ciek wodny na głębokości około 65 metrów. 

## Historia odkryć
Jaskinia została odkryta 12 sierpnia 1959 roku przez Stanisława Wójcika z Zakopanego. Kilka kolejnych wypraw grotołazów z Zakopanego i Krakowa pozwoliło do kolejnego roku na osiągnięcie głębokości 164 metrów. Ostatnie odkrycia miały miejsce w 1982 roku, a dokonali ich grotołazi z Wrocławia.